# Antonio Tarver
Antonio Tarver født 21. november 1968 er en amerikansk professionel bokser og tidligere indehaver af a VM-titlerne hos WBC, WBA, IBF og The Ring i letsværvægt. Han har vundet over store navne som Roy Jones Jr., Glen Johnson og tabt til Chad Dawson og Bernard Hopkins.
Tarver medvirkede i rollen som Mason "The Line" Dixon i filmen Rocky Balboa fra 2006 med Sylvester Stallone
Den 9. juni 2007 mødte Tarver albanreen Elvir Muriqi som han besejrede på alle dommestermmerne. 